# Schwarzbrustdrossel
Die Schwarzbrustdrossel (Turdus dissimilis) ist ein in Asien vorkommender Singvogel aus der Familie der Drosseln (Turdidae).

## Merkmale
Die Schwarzbrustdrossel erreicht eine Körperlänge von ca. 24 Zentimetern. Zwischen den Geschlechtern besteht ein starker Sexualdimorphismus. Die Oberseite einschließlich der Flügeldecken und der Schwanzfedern zeigt bei den Männchen eine blaugraue Farbe. Kopf, Hals, Kehle und Brust sind schwarz, die Unterseite orangefarben. Weibchen haben eine graubraune Ober- sowie eine überwiegend orangefarbene Unterseite. Die Brust ist cremefarben und mit vielen kleinen braunen Flecken versehen. Der Schnabel ist bei beiden Geschlechtern gelb, die Iris schwarz und von einem gelben Ring umgeben, Beine und Füße haben eine rötlich graugelbe Farbe.

## Ähnliche Arten
Die Wanderdrossel (Turdus migratorius) ähnelt bei beiden Geschlechtern den Männchen der Schwarzbrustdrossel, unterscheidet sich jedoch durch eine dunkelgraue bis dunkelbraune Oberseite. Vom schwärzlich gefärbten Kopf heben sich zwei weiße Halbringe über und unter dem Auge ab. Kinn und Kehle sind weißlich und mit einer schwarzen Strichelung durchsetzt, die Brust ist orangefarben. Da die Wanderdrossel ausschließlich in Nord- und Mittelamerika vorkommt, gibt es keine geographische Überlappung der beiden Arten.

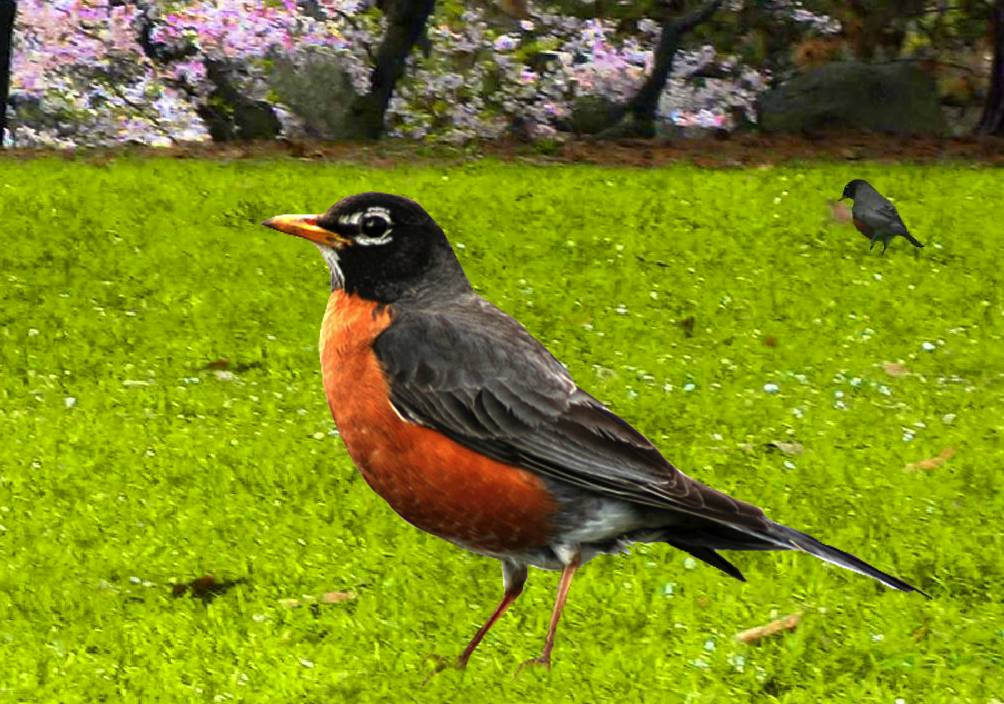
Wanderdrossel
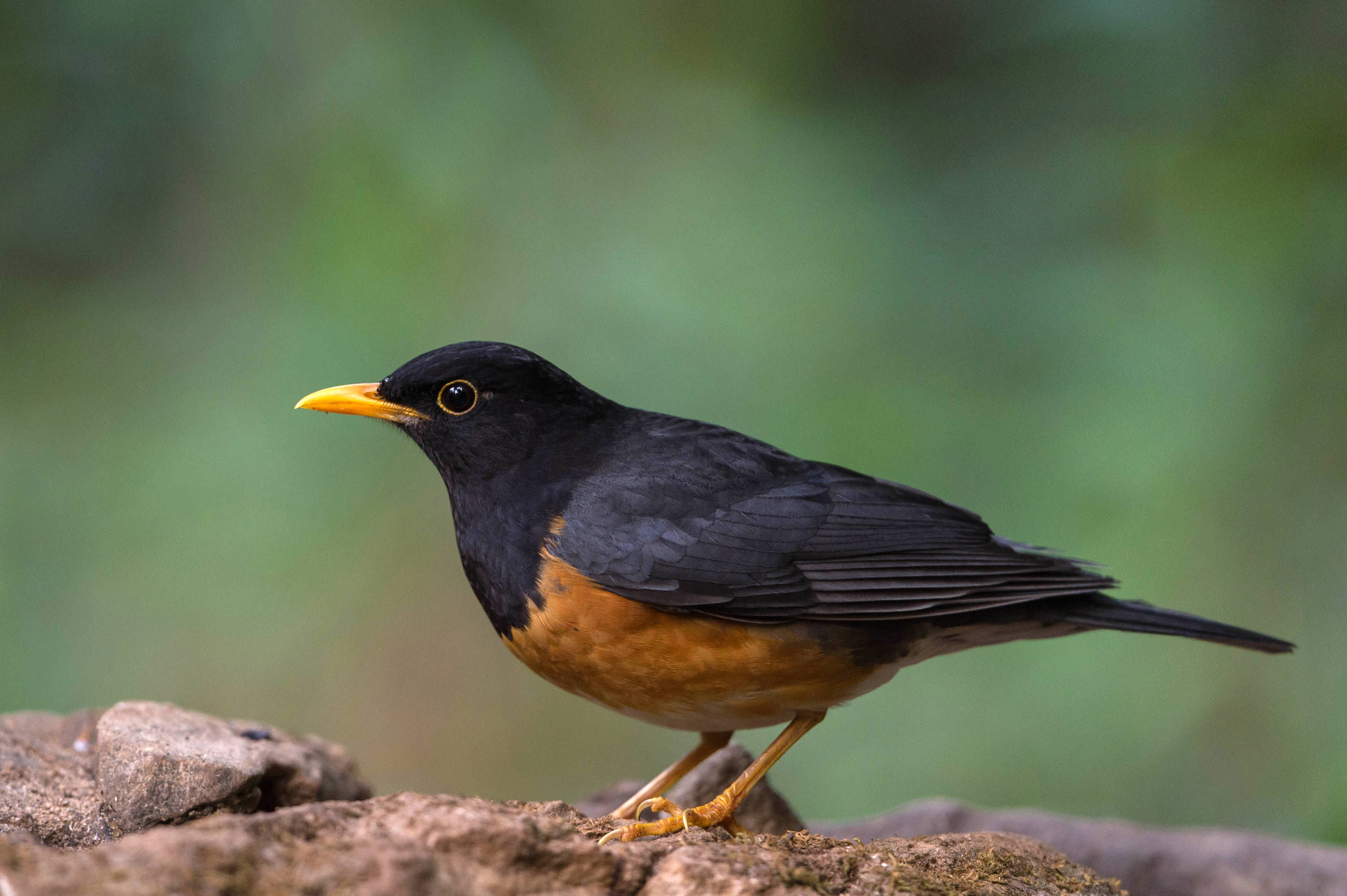
Schwarzbrustdrossel, Männchen

## Verbreitung und Lebensraum
Die Schwarzbrustdrossel kommt in Indien, China, Thailand, Myanmar und Vietnam vor. Ihre bevorzugten Lebensräume sind tropische und subtropische Montanwälder sowie feuchte Gebüschlandschaften und Mangrovenwälder. Sie sind meist in Höhenlagen zwischen 1220 und 2500 Metern anzutreffen.

## Lebensweise
Schwarzbrustdrosseln halten sich überwiegend in montanen Höhenlagen auf. Während der Wintermonate steigen viele Individuen in niedrigere Höhen von etwa 200 Metern herab. Sie ernähren sich von Insekten, Weichtieren und Beeren. Die Nahrung wird überwiegend vom Boden aufgelesen. Der Gesang der Schwarzbrustdrossel wird als flüssig, wohlklingend, melodiös und phrasenreich beschrieben, wobei die einzelnen Phrasen 3 bis 8 Noten überspannen. Ihre Brutzeit ist in den verschiedenen Ländern unterschiedlich, in Indien von April bis Juli, in Myanmar von April bis Juni. In China finden Paarungen von Mai bis Juni statt.

## Bestand und Gefährdung
Die Schwarzbrustdrossel ist in ihren Vorkommensgebieten nicht selten und wird demzufolge von der Weltnaturschutzorganisation IUCN als „least concern = nicht gefährdet“ geführt. Die Größe ihres Verbreitungsgebiets beträgt ca. 752.000 Quadratkilometer. Ihr Bestand ist aufgrund von fortgesetzter Zerstörung ihres Lebensraums rückläufig.